# Правокумское (Левокумский район)
Правоку́мское — село в составе Левокумского района (муниципального округа) Ставропольского края России.

## География
Расстояние до краевого центра: 213 км.
Расстояние до районного центра: 6 км.
Площадь поселения составляет 277,33 км².

## История
Село основано в 1840 году.
До 16 марта 2020 года село образовывало сельское поселение село Правокумское.

## Население
| 1897  | 1903  | 1908  | 1909  | 1925  | 1939  | 1989  | 2002  | 2010  |
| ----- | ----- | ----- | ----- | ----- | ----- | ----- | ----- | ----- |
| 4825  | ↗5894 | ↗6141 | ↗6156 | ↗7027 | ↗7749 | ↘4474 | ↗5027 | ↘4433 |
| 2012  | 2013  | 2014  | 2015  | 2016  | 2017  | 2018  | 2019  | 2020  |
| ↘4376 | ↘4329 | ↘4310 | ↘4262 | ↘4233 | ↘4221 | ↘4208 | ↘4179 | ↘4169 |
| 2021  |       |       |       |       |       |       |       |       |
| ↘3650 |       |       |       |       |       |       |       |       |

Гендерный состав
По итогам переписи населения 2010 года проживали 2086 мужчин (47,06 %) и 2347 женщин (52,94 %).
Национальный состав
По итогам переписи населения 2010 года проживали следующие национальности (национальности менее 1 %, см. в сноске к строке "Другие"):
| Национальность | Численность | Процент |
| -------------- | ----------- | ------- |
| Русские        | 3165        | 71,40   |
| Даргинцы       | 729         | 16,44   |
| Табасараны     | 116         | 2,62    |
| Езиды          | 110         | 2,48    |
| Аварцы         | 74          | 1,67    |
| Другие         | 239         | 5,39    |
| Итого          | 4433        | 100,00  |

По данным переписи 2020 года в национальной структуре населения даргинцы составляли 29,51 %

## Инфраструктура
- Культурно-досуговый центр
- Фельдшерско-акушерский пункт[29]
- Физкультурно-спортивный, патриотический комплекс «Русич»
- ООО «Прогресс». Образовано 17 октября 2000 года[30]

## Образование
- Детский сад № 16
- Детский сад № 17
- Детский сад № 18
- Средняя общеобразовательная школа № 4. Открыта 1 сентября 1965 года[31]

## Русская православная церковь
- Крестовоздвиженская церковь. Утрачена. Упоминается в архивных документах с 1847 года. Деревянное на каменном фундаменте здание построено в 1861 году[2]
- Михаило-Архангельская церковь. Действующая. В 1908 г. губернский инженер Г. П. Кусков осмотрел ветхую Крестовоздвиженскую церковь на предмет ремонта и предложил строить новую церковь. 8 ноября 1916 года новая церковь была построена, иконостас был заказан в Москве в фирме «Гагарин и Сталогоров», но по условиям военного времени фирма не смогла доставить иконостас к 7 ноября 1916 года, на которое было назначено освящение храма, поэтому был установлен временный полотняный иконостас[2].

## Люди, связанные с селом
- Клиновой, Алексей Михайлович (1916, село Правокумское — 1992) — участник Великой Отечественной войны, Герой Советского Союза
- Пухов, Иван Сергеевич (1915, село Правокумское — 1983) — участник вооружённого конфликта у озера Хасан и Великой Отечественной войны, Герой Советского Союза

## Памятники
- Братская могила воинов, погибших в годы гражданской войны за власть советов. 1918—1920, 1939 года[32]
- Братская могила советских воинов, погибших в борьбе с фашистами. 1942—1943, 1946 года[33]